# فرانسيسكو فيرنانديز
فرانسيسكو فيرنانديز (بالإسبانية: Francisco Fernández Torrejón)‏ (مواليد 19 أغسطس 1975) هو لاعب كرة قدم. يلعب مع منتخب تشيلي لكرة القدم منذ عام 2000.

## مسيرته الكروية
لعب فرانسيسكو فيرنانديز خلال مسيرته الاحترافية مع 6 أندية في أحد عشر موسمًا وسجل خلالها 6 أهداف ضمن 196 مباراة. حيث فاز في موسم واحد بالكأس وفي موسمين بالدوري.
خاض فرانسيسكو فيرنانديز مسيرته مع نادي كولو-كولو في موسم 1995 واستمر معه طيلة ثلاثة مواسم، مشاركًا في 43 مباراة سجل خلالها هدفًا واحدًا. ثم انتقل إلى Deportes Temuco ‏ ما بين عامي 1998 و1999 في المرة الأولى لمدة موسم واحد ثم ما بين عامي 2002 و2003 لمدة موسم واحد، حيث شارك طوالها في 29 مباراة سجل خلالها 3 أهداف. لينتقل بعدها إلى سانتياغو مورنينغ ‏ ما بين عامي 1999 و2000 في المرة الأولى لمدة موسم واحد ثم ما بين عامي 2006 و2007 لمدة موسم واحد، مشاركًا طوالها في 55 مباراة سجل خلالها هدفين. ثم انتقل إلى نادي أونيفرسيداد كاتوليكا في عامي 2000-2002 ولمدة موسمين، مشاركًا في 33 مباراة ولم يسجل أي هدف. هذا وانتقل لاحقًا إلى نادي ميتو هوليهوك ما بين عامي 2003 و2004 لمدة موسم واحد، مشاركًا في 20 مباراة ولم يسجل أي هدف أيضًا. ثم انتقل بعدها إلى نادي لاسيرينا ما بين عامي 2005 و2006 لمدة موسم واحد، مشاركًا في 16 مباراة ولم يسجل أي هدف أيضًا.

## وصلات خارجية
- فرانسيسكو فيرنانديز على موقع الاتحاد الدولي (مؤرشف)  (الإنجليزية)
- فرانسيسكو فيرنانديز على موقع رابطة كرة القدم اليابانية للمحترفين (اليابانية)
- فرانسيسكو فيرنانديز على موقع قاعدة بيانات كرة القدم.إي يو (الإنجليزية)
- فرانسيسكو فيرنانديز على موقع ناشيونال فوتبول تيمز (الإنجليزية)
- فرانسيسكو فيرنانديز على موقع Soccerway.com (الإنجليزية)
- فرانسيسكو فيرنانديز على موقع عالم كرة القدم.نت (الإنجليزية)
- National Football Teams